# Giorgio Lingua
Giorgio Lingua (Fossano, 23 maart 1960) is een Italiaans geestelijke en een aartsbisschop van de Rooms-Katholieke Kerk.
Lingua is afgestudeerd in de theologie en promoveerde in het kerkelijk recht. Hij werd op 10 november 1984 priester gewijd. In 1992 trad hij in diplomatieke dienst van de Heilige Stoel. Hij werkte achtereenvolgens op de apostolische nuntiaturen in Ivoorkust en de Verenigde Staten. Daarna was hij enkele jaren medewerker van het Secretariaat voor de Relaties met Staten, een van de twee afdelingen van het Staatssecretariaat van de Heilige Stoel.
Op 4 september 2010 werd Lingua benoemd tot apostolisch nuntius voor Jordanië en Irak, als opvolger van de Indiase aartsbisschop Francis Chullikatt, die permanent vertegenwoordiger werd bij de Verenigde Naties. Hij werd tevens benoemd tot titulair aartsbisschop van Tuscania; zijn bisschopswijding vond plaats op 9 oktober 2010.
Op 17 maart 2015 werd Lingua benoemd tot apostolisch nuntius voor Cuba. Op 22 juli 2019 volgde zijn benoeming tot nuntius voor Kroatië.
Aartsbisschop Lingua spreekt Italiaans, Spaans, Engels en Frans.